# Cuacnopalan
Cuacnopalan es una localidad del estado mexicano de Puebla. Es una de las localidades del municipio de Palmar de Bravo.

## Toponimia
El nombre «Cuacnopalan» proviene de los términos en náhuatl cuautla, monte; nopalli, nopal; tlan, junto o entre. Su significado es «junto al monte de nopales».

## Demografía
| Gráfica de evolución demográfica |
|                                  |

| Censo | Población |
| ----- | --------- |
| 1900  | 1 158     |
| 1910  | 1 299     |
| 1921  | 1 397     |
| 1930  | 1 798     |
| 1940  | 2 340     |
| 1950  | 2 816     |
| 1960  | 3 358     |
| 1970  | 4 070     |
| 1980  | 5 029     |
| 1990  | 5 811     |
| 1995  | 6 517     |
| 2000  | 7 251     |
| 2005  | 7 719     |
| 2010  | 8 516     |
| 2020  | 9 758     |